# Téo & Téa
Téo & Téa  egy 2007. március 26-án megjelent album, amelyet Jean-Michel Jarre komponált és írt. A lemezt a Warner Bros. publikálta.
Az album zenei formában meséli el az egymáshoz nagyon hasonló képzeletbeli férfi és nő, Téo & Téa átvitt értelmű szerelmi történetét, akik találkoznak, szerelembe esnek és együtt töltenek egy napot; ők láthatók a Téo & Téa számítógép animációs videó klipben.
Az album CD-n, valamint külön kiadásban De Luxe Edition névvel került a boltok polcaira. A De Luxe Edition a CD mellett tartalmaz egy DVD-t is, melyre a dalok 5.1-es hangzású változatai kerültek fel és az album névadó dalának a nagy-felbontású videó-klipje, melyet számítógépen lehet megnézni. Az album az USA-ban 3 héttel később, 2007. április 16-án jelent meg.

## Számlista
1. Fresh News – 2:44
2. Téo & Téa – 3:29
3. Beautiful Agony – 4:40
4. Touch to Remember – 6:09
5. Ok, Do It Fast – 3:25
6. Partners in Crime 1 – 3:38
7. Partners in Crime 2 – 3:35
8. Chatterbox – 2:16
9. In the Mood for You – 4:20
10. Gossip – 2:11
11. Vintage – 3:06
12. Melancholic Rodeo – 3:51
13. Téo & Téa - 4:00 AM – 7:06